# Бальхозин, Игорь Борисович
Игорь Борисович Бальхозин (9 [22] августа 1913, Вятка — 13 мая 1988, Алма-Ата) — советский художник; член Союза художников Казахстана — председатель театральной секции; на протяжении более 50 лет, с 1934 по 1986 годы, — художник-декоратор Русского театра драмы в Алма-Ате, оформивший за это время только в этом театре 171 спектакль. Художник часто участвовал в постановках и других театров, а также в выставках Союза художников Казахской ССР.
«Своим творчеством И. Б. Бальхозин способствовал развитию театрально-декорационного искусства республики», — говорится в казахском календаре на 2012 год, — как и в советских энциклопедиях, изданных ещё при его жизни.

## Биография
Отец Бальхозина, Борис Петрович, — по образованию инженер, — был предприимчивым и энергичным наследником весьма респектабельной и обеспеченной семьи торговцев фарфором в Вятке. Их дом 1878 года постройки, — двухэтажный купеческий «Дом Бальхозиных», — является известным городским архитектурным памятником.
Родной дядя Бальхозина, Леонид, был, наоборот, бессребренником, изобретателем-самоучкой и пламенным социалистом. После революции дядю-революционера, смастерившего действующую модель паровоза, охотно взяли преподавателем труда в местное Коммерческое училище, известное даже в соседних губерниях своими передовыми методиками и учебно-материальной базой. В это училище, превращённое при новой советской власти в «среднюю школу I и II ступеней», и поступил его маленький племянник, Игорь.
Преподавательский состав в училище был, в основном, ещё дореволюционный. Рисование преподавал Алексей Иванович Столбов, — известный тогда в Вятке художник. Помимо преподавания в школе, А. И. Столбов был одним из организаторов Вятского отделения «Ассоциации революционных художников» (АХР, 1928), а также членом многих городских и областных «выставкомов», с определёнными связями.
А. И. Столбов позаботился о том, чтобы в 1931-м году его 17-летний ученик Бальхозин принял участие в межобластной выставке АХР. В том же году, едва окончив школу, Бальхозин устраивается сразу художником-декоратором в местный театр. Через год Бальхозин уже перевёлся в областной театр по-соседству, в Вологду. Другого образования, кроме школьного, будущий заслуженный деятель искусств Казахстана так и не получил.
В послереволюционной Вятке ходили слухи о «бальхозинских миллионах», — многие были уверены, что Бальхозины, отец Борис Петрович и его мать Анна Николаевна, очень состоятельны. Во время «раскулачивания» большевики их арестовали. О том, что в действительности произошло, можно только догадываться, но вскоре Бальхозиных отпустили, и в 1934 году отец и сын поспешили переехать в Алма-Ату. Где 20-летний И. Б. Бальхозин, имевший уже три года стажа, быстро устроился художником-оформителем в Русский драматический театр, с которым оказалась связана почти вся его творческая судьба.
Диапазон задач, которые решал Бальхозин за свои 50 лет работы художником в театре, охватывает почти все театральные жанры и почти все стили, допускавшиеся в то время в рамках соцреализма, — от детской сказки до «сатиры на капиталистический строй», от классических трагедий и драм до современных мюзиклов.
Коллеги отмечали хорошее чувство пространства, света и колорита у Бальхозина, лаконичность символических форм, яркую образность его декораций, умение быстро и точно воспринимать режиссёрские установки. Многих просто поражала трудолюбивая отделка его миниатюрных сценических макетов. — Когда в 1983 году, на 70-летие художника, выяснилось, что ни один из этих шедевров моделизма не сохранился, что после премьер Бальхозин их просто выбрасывал, некоторые художники сцены положили за правило обязательно сохранять макеты сцен — для истории.
С 1946 года И. Б. Бальхозин участвует в выставках казахстанских художников. С 1949 — в выставках Союза художников Казахской ССР. Несколько его картин хранятся в коллекции государственного музея Республики. В 1960—1970-е годы возглавлял «театральную секцию» Союза художников, на съездах выступал с докладами и участвовал в прениях. С 1958 — главный художник «родного» Русского театра драмы, с 1974 года и до выхода на пенсию (по болезни) — занимал должность художника-постановщика всё в том же театре. В 1946—1959 годы был художником-декоратором и в Казахском академическом театре драмы.
Помимо театра и живописи, увлекался теннисом и даже «задавал тон» среди любителей Алма-Аты в 1950-х-1960-х годах. Время от времени занимался оформлением книг и разработкой публичных интерьеров.

## Награды и звания
- Заслуженный деятель искусств Казахской ССР (1966)[4]
- Орден «Знак Почёта» (3 января 1959) — за выдающиеся заслуги в развитии казахского искусства и литературы и в связи с декадой казахского искусства и литературы в гор. Москве
- Заслуженный художник Казахской ССР

## Выставки
По данным, собранным на момент до 1958 года, после войны И. Б. Бальхозин принимал участие в выставках почти ежегодно:
- 1931 г. 3-я очередная выставка картин и графики «Ассоциации революционных художников» (Вятка, 33 художника, также из соседних отделений АРХ, 163 произведения, издан иллюстрированный каталог).
- 1936 г. Выставка, посвящённая творчеству великого русского драматурга А. Н. Островского в связи с 50-летием со дня смерти (Москва, 96 участников, издан иллюстрированный каталог).
- 1947 г. Художественная выставка, посвящённая 30-летию октября (Алма-Ата, август-ноябрь, Дом офицеров; 50 художников, около 300 произведений; в Казахской государственной художественной галерее хранится «фотоальбом»; рецензии и отчёты в прессе — «Советская культура», 22 августа 1947 г.; «Казахстанская правда», 1 августа, 22 октября, 30 ноября 1947 г.).
- 1948 г. Весенняя выставка произведений алма-атинских художников (Алма-Ата, с 4 июля, в помещении школы № 37. 32 художника, 158 произведений).
- 1949 г. Осенняя отчётная выставка произведений художников Казахстана (Алма-Ата, декабрь, в помещении Академического театра оперы и балета имени Абая. 33 художника).
- 1950 г. Республиканская художественная выставка «30 лет Советского Казахстана» (Алма-Ата, с 17 ноября, в фойе Академического театра оперы и балета имени Абая. 87 художников, 279 произведений живописи, графики и скульптуры. Издан каталог «Выставка работ художников в ознаменование 30-летия Казахской ССР. Каталог», Алма-Ата, 1950).
- 1951 г. Республиканская отчётная выставка произведений художников Казахстана (Алма-Ата, с 4 декабря, в помещении Академического театра оперы и балета имени Абая. 64 художника, 197 произведений. Издан каталог «Отчетная выставка работ художников Казахстана. Живопись, скульптура, графика», Алма-Ата, 1951 г.).
- 1952 г. Республиканская отчётная выставка работ художников Казахской ССР (Алма-Ата, с 5 декабря, фойе Академического театра оперы и балета имени Абая. 43 художника, 83 произведения. Издан каталог «Отчетная выставка работ художников Казахстана 1952 г. Живопись, скульптура, графика», Алма-Ата, 1952).
- 1954 г. Выставка работ художников Казахстана, посвящённая 100-летию Алма-Аты (Алма-Ата, с 17 июля 1954 г., в Казахской государственной художественной галерее им. Т. Г. Шевченко. 24 художника, 72 произведения).
- 1957 г. Республиканская художественная выставка произведений художников Казахстана, посвящённая 40-летию Великой октябрьской социалистической революции (Алма-Ата, ноябрь-декабрь, в Казахской государственной художественной галерее им. Т. Г. Шевченко. 115 художников, 337 произведений. Издан иллюстрированный каталог «Республиканская художественная выставка произведений живописи, скульптуры и графики художников Казахстана, посвященная 40-летию Великой Октябрьской социалистической революции. 1957 год. Живопись, скульптура, графика, театр и декоративное искусство. Каталог», Алма-Ата, 1958).
- 1958 г. Преддекадная выставка работ художников Казахстана (Алма-Ата, с 10 ноября, в Казахской государственной художественной галерее им. Т. Г. Шевченко. 117 художников, около 600 произведений. См.: Еланчик Е. «Полны дыханием Казахстана. Преддекадная выставка в галерее имени Т. Г. Шевченко», — журнал «Ленинская смена», Алма-Ата, 15 ноября 1958).
- 1958 г. Выставка изобразительного искусства Казахстана (Москва, с 13 по 25 декабря, в Академии художеств СССР. 91 художник, 541 произведение живописи, скульптуры, графики, театрально-декорационного искусства. Издан иллюстрированный каталог «Выставка изобразительного искусства Казахстана. Каталог.», М., 1958).

## Художественные постановки
И. Б. Бальхозин работал в нескольких театрах, — основным был для него «родной» Русский театр драмы, в котором за 52 года работы Бальхозин оформил в общей сложности 171 спектакль; спорадически на протяжении 13-ти лет сотрудничал и в Казахском академическом театре, где пьесы ставились на казахском языке; считанное количество пьес поставил в других театрах, в частности, этносоциальную пьесу Ауэзова «Каракынчак Кобланды» в Казахском Корейском театре.
1934 год
1. «Слуга двух господ» К. Гольдони. Постановка Ю. Рутковского, художник И. Бальхозин.
2. «Коварство и любовь» Ф. Шиллера. Постановка Ю. Рутковского, художник И. Бальхозин.

1934 −1935 гг.
1. «Луна слева» Б. Билль-Белоцерковского. Постановка Ю. Рутковского, художник И. Бальхозин.
2. «Командные высоты» И. Фадеева. Постановка Ю. Рутковского, художник И. Бальхозин.
3. «Жизнь зовет» Б. Билль-Белоцерковского. Постановка И. Калабухова, художник И. Бальхозин.
4. «Чапаев» Д. Фурманова. Постановка Г. Юровского, художник И. Бальхозин.
5. «Чудесный сплав» В. Киршона. Постановка Ю. Рутковского, художник И. Бальхозин.
6. «Укрощение строптивой» У. Шекспира. Постановка И. Калабухова, художник И. Бальхозин.
7. «На дне» М. Горького. Постановка В. Дьякова, художник И. Бальхозин.
8. «Дорога цветов» В. Катаева. Постановка Г. Странского, художник И. Бальхозин.

1935—1936 гг.
1. «Платон Кречет» А. Корнейчука. Постановка Г. Странского, художник И.Бальхозин.
2. «Шестеро любимых» А. Арбузова. Постановка Г. Странского, художник И. Бальхозин.
3. «После бала» Н. Погодина. Постановка К. Арбенина, художник И. Бальхозин.
4. «Дальняя дорога» А. Арбузова. Постановка Р. Леногорской, художник И. Бальхозин.

1936—1937 гг.
1. «Горе от ума» А. Грибоедова. Постановка Ю. Рутковского, художник И. Бальхозин.
2. «Ученик дьявола» Б. Шоу. Постановка Р. Леногорской, художник И. Бальхозин.
3. «Тартюф» Ж.-Б. Мольера. Постановка Р. Леногорской, художник И. Бальхозин.
4. «Белеет парус одинокий» В. Катаева. Постановка Л. Варпаховского, художник И. Бальхозин.
5. «Шторм» Б. Билль-Белоцерковского. Постановка Ю. Рутковского, художник И. Бальхозин.

1938 год
1. «Очная ставка» Л. Шейнина и братье Тур. Постановка И. Александрова, художник И. Бальхозин.
2. «Последние» М. Горького. Постановка В. Легарт, художник И. Бальхозин.
3. «Простая девушка» В. Шкваркина. Постановка И. Адарского, художник И. Бальхозин.
4. «Гроза» А. Островского. Постановка В. Сафронова, художник И. Бальхозин.
5. «Недоросль» Д. Фонвизина. Постановка А. Иртеньева и Н. Нельского, художник И. Бальхозин.
6. «Огни маяка» П. Карасева. Постановка Ю. Мизецкого, художник И. Бальхозин.
7. «Созвездие гончих псов» К. Паустовского. Постановка Ю. Рутковского, художник И. Бальхозин.
8. «Без вины виноватые» А. Островского. Постановка Ю. Рутковского, художник И. Бальхозин.

1939—1940 гг.
1. «Генеральный консул» братьев Тур. Постановка В. Софронова, художник И. Бальхозин.
2. «Царь Фёдор Иоаннович» А. Толстого. Постановка В. Гасюка, художник И. Бальхозин.
3. «Два веронца» У. Шекспира. Постановка А. Саломарского, художник И. Бальхозин.
4. «Касатка» А. Толстого. Постановка Ю. Рутковского, художник И. Бальхозин.
5. «Кремлёвские куранты» Н. Погодина. Постановка В. Гасюка, художник И. Бальхозин.

1940—1941 гг.
1. «За океаном» Я. Гордина. Постановка В. Гасюка, художник И. Бальхозин.
2. «Не всё коту масленица» А. Островского. Постановка А. Саломарского, художник И. Бальхозин.
3. «Кто смеется последний» К. Крапивы. Постановка В. Гасюка, художник И. Бальхозин.
4. «Мария Тюдор» В. Гюго. Постановка Л. Шипова, художник И.Бальхозин.
5. «Фельдмаршал Кутузов» В. Соловьева. Постановка А. Саломарского, художник И. Бальхозин.
6. «Парень из нашего города» К. Симонова. Постановка Б. Бибикова и О. Пыжовой, художник И. Бальхозин.

1942 год
1. «Дети Ванюшина» С. Найденова. Постановка И. Соколова, художник И. Бальхозин.
2. «Без вины виноватые» А. Островского. Постановка Ю. Иоффе, художник И. Бальхозин.

1943 год
1. «Москвичка» Т. Гусева. Постановка З. Зорич, художник И. Бальхозин.

1944—1945 гг.
1. «Последняя жертва» А. Островского. Постановка З. Зорич, художник И. Бальхозин.
2. «Поединок» бр. Тур и Л. Шейнина. Постановка Ю. Иоффе, художник И. Бальхозин.
3. «Последние» М. Горького. Постановка Б. Мизецкого, художник И. Бальхозин.
4. «Так и будет» К. Симонова. Постановка В. Дьякова, художник И. Бальхозин.
5. «Иван Грозный» А. Толстого. Постановка Я. Штейна, художник И. Бальхозин.
6. «Где-то в Москве» В. Масса и М. Червинского. Постановка Я. Штейна, художник И. Бальхозин.
7. «На всякого мудреца довольно простоты» А. Островского. Постановка В. Дьякова, художник И. Бальхозин.

1946 год
1. «Лисички» Л. Хелман. Постановка З. Зорич, художник И. Бальхозин.
2. «Варвары» М. Горького. Постановка и музыка А. Ридаля, художник И. Бальхозин.
3. «Ночное радио» бр. Тур и Л. Шейнина. Постановка Ю. Иоффе, художник И. Бальхозин.
4. «За тех, кто в море» Б. Лавренева. Постановка Я. Штейна, художник И. Бальхозин.
5. 1947 год
6. «Свадьба Кречинского» А. Сухово-Кобылина. Постановка С. Ассуирова, художник И. Бальхозин.

1948 год
1. «Губернатор провинции» бр. Тур и Л. Шейнина. Постановка Я. Штейна, художник И. Бальхозин.
2. «Великая сила» Б. Ромашова. Постановка В. Дьякова, художник И. Бальхозин.
3. «Вас вызывает Таймыр» А. Галича, К. Исаева. Постановка В. Дьякова, художник И. Бальхозин.

1949 год
1. «На той стороне» А. Барянова. Постановка В. Дьякова, художник И. Бальхозин.
2. «Московский характер» А. Софронова. Постановка Я. Штейна, художник И. Бальхозин.
3. «Заговор обреченных» Н. Вирты. Постановка Я. Штейна, художники И. Бальхозин, В. Голубович.
4. «Пушкин» А. Глобы. Постановка Я. Штейна, художник И. Бальхозин.
5. «Роковое наследство» Л. Шейнина. Постановка Е. Диордиева, художник Б. Астахов.
6. «Поздняя любовь» А. Островского. Постановка Я. Штейна, художник И. Бальхозин.
7. «Особняк в переулке» бр. Тур. Постановка В. Дьякова, художник И. Бальхозин.
8. «Не ждали» В. Полякова. Постановка В. Дьякова, художник И. Бальхозин.

1950 год
1. «Интервенция» Л. Славина. Постановка В. Дьякова, художник И. Бальхозин.
2. «Илья Головин» С. Михалкова. Постановка В. Дьякова, художник И. Бальхозин.
3. «Южнее 38-й параллели» Тхай-Ден-Хуна. Постановка Я. Штейна, художник И. Бальхозин.
4. «Потерянный дом» С. Михалкова. Постановка Я. Штейна, художник И. Бальхозин.
5. «Бешеные деньги» А. Островского. Постановка Б. Коврижных, художник И. Бальхозин.

1951 год
1. «Голос Америки» Б. Лавренева. Постановка Я. Штейна, художник И. Бальхозин.
2. «Любовь Яровая» К. Тренева. Постановка Я. Штейна, художник И. Бальхозин.
3. «С любовью не шутят» П. Кальдерона. Постановка Я. Штейна, художники Б. Астахов, В. Голубович и И. Бальхозин.
4. «Доходное место» А. Островского. Постановка Я. Штейна, художник И. Бальхозин.
5. «Егор Булычов и другие» М. Горького. Постановка Я. Штейна, художник И. Бальхозин.
6. «Дядя Ваня» А. Чехова. Постановка Б. Коврижных, художник И. Бальхозин.
7. «Семья Лутониных» бр. Тур и И. Пырьева. Постановка Б. Коврижных, художник И. Бальхозин.

1952 год
1. «Совесть» Ю. Чепурина. Постановка Б. Коврижных, художник И. Бальхозин.
2. «Ревизор» Н. Гоголя. Постановка Я. Штейна, художник И. Бальхозин.
3. «Под золотым орлом» Я. Галана. Постановка Б. Коврижных, художники И. Бальхозин и Б. Астахов.
4. «Светит, да не греет» А. Островского. Постановка Е. Диордиева, художник И. Бальхозин.
5. «Девицы-красавицы» А. Симукова. Постановка Я. Штейна, художник И. Бальхозин.
6. «Гражданин Франции» Д. Храбровицкого. Постановка Я. Штейна, художник И. Бальхозин.
7. «Тридцать сребреников» Г. Фаста. Постановка Б. Коврижных, художник И. Бальхозин.

1953 год
1. «Третья молодость» бр. Тур. Постановка Б. Коврижных, художник И. Бальхозин.
2. «Канун грозы» М. Маляревского. Постановка Я. Штейна, художник И. Бальхозин.
3. «Гибель Помпеева» Н. Вирты. Постановка Б. Коврижных, художник И. Бальхозин.
4. «Раки» С. Михалкова. Постановка Я. Штейна, художник И. Бальхозин.

1954 год
1. «Иван Рыбаков» В. Гусева. Постановка Я. Штейна, художник И. Бальхозин.

1955 год
1. «Любовь Ани Березко» В. Пистоленко. Постановка А. Арсеньева, художник И. Бальхозин.
2. «Кража» Д. Лондона. Постановка Я. Штейна, художник И. Бальхозин.
3. «Крылья» А. Корнейчука. Постановка Е. Диордиева, художник И. Бальхозин.
4. «Дети солнца» М. Горького. Постановка А. Арсеньева, художник И. Бальхозин.

1956 год
«#Дама-невидимка» П. Кальдерона. Постановка А. Закка, художник И. Бальхозин.
1. «Униженные и оскорбленные» Ф. Достоевского. Постановка Я. Штейна, художники И. Бальхозин и В. Голубович.
2. «Одна» С. Алешина. Постановка С. Ассуирова, художник И. Бальхозин.

1957 год
1. «После разлуки» бр. Тур. Постановка С. Ассуирова, художник И. Бальхозин.
2. «Степное зарево» З. Шашкина. Постановка М. Гольдблата, художник И. Бальхозин.
3. «Вчера в Касаткине» А. Закка и И. Кузнецова. Постановка А. Утеганова, художник И. Бальхозин.

1958 год
1. «Наследники» Н. Анова. Постановка Е. Диордиева и М. Сулимова, художник И. Бальхозин.
2. «Три соловья» д.17" Д. Добричанина. Постановка А. Утеганова, художник И. Бальхозин.
3. «Битва в пути» Г. Николаевой. Постановка М. Сулимова, художник И. Бальхозин.

1959 год
1. «Барабанщица» А. Салынского. Постановка А. Утеганова, художник И. Бальхозин.
2. «Несчастный случай» М. Маляревского и Д. Халендро. Постановка Е. Диордиева, художник И. Бальхозин.

1960 год
1. «Якорная площадь» И. Штока. Постановка А. Утеганова, художник И. Бальхозин.
2. «Неравный бой» В. Розова. Постановка А. Утеганова, художник И. Бальхозин.
3. «Зарницы» М. Ауэзова. Постановка А. Лакшина, художник И. Бальхозин.

1961 год
1. «Остров Афродиты» А. Парниса. Постановка А. Лакшина, художник И. Бальхозин.
2. «Время любить» Б. Ласкина. Постановка Е. Диордиева, художник И. Бальхозин.
3. «Океан» А. Штейна. Постановка А. Утеганова, художник И. Бальхозин.
4. «Миллион за улыбку» А. Софронова. Постановка Б. Дэльвина, художник И. Бальхозин.

1962 год
1. «День рождения Терезы» Г. Мдивани. Постановка А. Лакшина, художник И. Бальхозин.
2. «Огненный мост» Б. Ромашова. Постановка А. Утеганова, художник И. Бальхозин.
3. «Палата» С. Алешина. Постановка Е. Диордиева, художник И. Бальхозин.

1963 год
1. «Под одним небом» А. Мовзона. Постановка Б. Дэльвина, художник И. Бальхозин.
2. «Остров твоей мечты» М. Зарудного. Постановка С. Казимировского, художник И. Бальхозин.

1964 год
1. «Совесть» Д. Павловой. Постановка Е. Диордиева, художник И. Бальхозин.
2. «Король Лир» В. Шекспира. Постановка С. Казимировского, художники И. Бальхозин и Т. Афанасьева.

1965 год
1. «Требуется лжец» Д. Псафос. Постановка Л. Лукацкого, художник И. Бальхозин.
2. «К морю-океану» Ю. Петухова. Постановка С. Казимировского, художник И. Бальхозин.
3. «Дон Кихот ведет бой» В. Коростылева. Постановка А. Мадиевского, художник И. Бальхозин.

1966 год
1. «Поднятая целина» М. Шолохова. Постановка А. Мадиевского, художник И. Бальхозин.
2. «104 страницы про любовь» Э. Радзинского. Постановка А. Трубая, художник И. Бальхозин.

1967 год
1. «Вдовец» А. Штейна. Постановка А. Мадиевского. Художник И. Бальхозин.
2. «Заговор императрицы» А. Толстого. Постановка Е. Диордиева, художник И. Бальхозин.
3. «Победитель» М. Рогового. Постановка А. Мадиевского, художник И. Бальхозин.

1968 год
1. «Егор Булычов и другие» М. Горького. Постановка Е. Диордиева, художник И. Бальхозин.
2. «Поручик Лермонтов» К. Паустовского. Постановка А. Пашкова и А. Тарасова, художники Т. Афанасьева и И. Бальхозин.
3. «Абай» М. Ауэзова. Постановка А. Мадиевского, художник И. Бальхозин.
4. «Десять суток за любовь» В. Константинова и Б. Рацера. Постановка А. Пашкова, художник И. Бальхозин.

1969 год
1. «Враги» М. Горького. Постановка М. Сулимова, художник И. Бальхозин.

1970 год
1. «Большевики» М. Шатрова. Постановка М. Сулимова, художник И. Бальхозин.
2. «Поздняя любовь» А. Островского. Постановка Е. Диордиева, художник И.Бальхозин.

«Надежда горит впереди!» Н. Анова и М. Сулимова. Постановка М. Сулимова, художник И. Бальхозин.
1971 год
1. «Мост» А. Чхеидзе. Постановка И. Далиненко, художники И. Бальхозин и А. Лакшин.
2. «Первая глава» Д. Аля. Постановка М. Сулимова, художник И. Бальхозин.
3. «Село Степанчиково и его обитатели» Ф. Достоевского. Постановка Д. Либуркина, художник И. Бальхозин.
4. «Человек из Ламанчи» Д. Вассермана, стихи Д. Дэриона, музыка Митча Ли. Постановка М. Сулимова, художник И. Бальхозин.
5. «Сказки старого Арбата» А. Арбузова. Постановка Д. Либуркина, художник И. Бальхозин.

1972 год
1. «Всегда новые времена» М. Рогового. Постановка И. Далиненко, художник И. Бальхозин.
2. «Не беспокойся, мама!» Н. Думбадзе. Постановка Р. Андриасяна, художники Т.Афанасьева и Б. Бальхозин.
3. «Василиса Мелентьева» А. Островского. Постановка И. Далиненко, художник И. Бальхозин.

1973 год
1. «Омут» Э. Фабра. Постановка Е. Диордиева, художники Т. Афанасьева и И. Бальхозин.
2. «Ситуация» В. Розова. Постановка Р. Андриасяна, художник И. Бальхозин.
3. «Прежде чем пропоет петух» И. Буковчана. Постановка Р. Андриасяна, художник И. Бальхозин.
4. «Василиса Прекрасная» Е. Черняк. Постановка И. Далиненко, художник И. Бальхозин.

1974 год
1. «Все хорошо, что хорошо кончается» У. Шекспира. Постановка В. Полицаева, художник И. Бальхозин.

1975 год
1. «Винни Пух и все, все, все» А. Милна. Постановка Ю. Померанцева, художник И. Бальхозин.
2. «Невольницы» А. Островского. Постановка Е. Диордиева, художник И. Бальхозин.
3. «Чудеса пренебрежения» Лопе де Вега. Постановка И. Даниленко, художник И. Бальхозин.
4. «Муж и жена снимут комнату» М. Рощина. Постановка Ю. Южакова, художник А. Кривошеин и И. Бальхозин.

1976 год
1. «Собака на сене» Лопе де Вега. Постановка Ю. Померанцева, художник И. Бальхозин.
2. «Волшебные кольца Альманзора» Т. Габбе. Постановка В. Еремина, художник И. Бальхозин.

1977 год
1. «Степной комиссар» А. Алимжанова и М. Семашко. Постановка В. Захарова, художник И. Бальхозин.

1978 год
1. «Мои надежды» М. Шатрова. Постановка В. Захарова, художник И. Бальхозин.
2. «Жанна д, Арк» Ж. Ануя. Постановка В. Захарова, художник И. Бальхозин.

1979 год
1. «Тоот, другие и майор» И. Эркеня. Постановка М. Богина, художник И. Бальхозин.
2. «Аленький цветочек» А. Брусевича. Постановка А. Пашкова, художник И. Бальхозин.
3. «Снега метельные» И. Щеголихина. Постановка Ю. Капустина, художники И. Бальхозин и Е. Материкин.

1980 год
1. Конек-Горбунок П. Ершова. Постановка Ю. Костенко, художник И. Бальхозин.
2. «Живи и помни» В. Распутина. Постановка Ю. Костенко, художник И. Бальхозин.

1981 год
1. «Дни Турбиных» М. Булгакова. Постановка В. Иванова, художник И. Бальхозин.
2. «Пришел мужчина к женщине» С. Злотникова. Постановка В. Иванова и И. Гонопольского, художник И. Бальхозин.
3. «Конец Горькой линии» А. Чебака и Е. Диордиева. Постановка Е. Диордиева, художник И. Бальхозин.

1982 год
1. «Скандальное происшествие с мистером Кэттлом и миссис Мун» Дж. Пристли. Постановка В. Иванова, художник И. Бальхозин.
2. «Ретро» А. Галина. Постановка Е. Диордиева, художник И. Бальхозин.
3. «Правда памяти» А. Абдуллина. Постановка В. Иванова, Л. Полохова, художник И. Бальхозин.

1983 год
1. «Наедине со всеми» А. Гельмана. Постановка Ю. Капустина, художник И. Бальхозин.
2. «Нежданный друг» А. Кристи. Постановка Е. Диордиева, художник И. Бальхозин.

1984 год
1. «Пять романсов в старом доме» В. Арро. Постановка Л. Архипова, художник И. Бальхозин.

1985 год
1. «Белоснежка и семь гномов» О. Табакова и Л. Устинова. Постановка В. Лымарева, художник И. Бальхозин.
2. Василиса Прекрасная Е. Черняк. Постановка И. Далиненко, художник И. Бальхозин.

1986 год
1. «Последний посетитель» В. Дозорцева. Постановка Р. Андриасяна, художник И. Бальхозин.

В Казахском академическом драматическом театре создал декорации к спектаклям «На дне» М. Горького (1946), «Дружба и любовь», «Одна семья», «Кто мой отец» А. Абишева (1947, 1949, 1957), «Моя любовь» М. Иманжанова (1953). «Безграничный перепал» К.Бекхожина (1973).
в Государственном корейском театре музыкальной комедии — пьесу «Каракынчак Кобланды» М. Ауэзова (1979).